# Abdul Muis

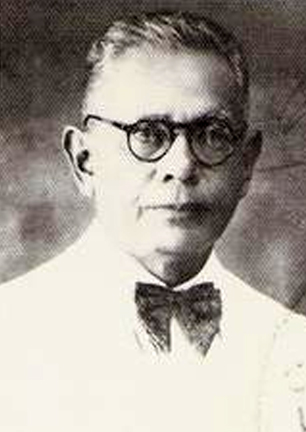
Muis omstreeks 1930

Abdul Muis (spreek uit: "Abdoel Moeis"; 3 juli 1883 – 17 juni 1959), geboren in Sungai Puar bij Bukittinggi (West-Sumatra), was een Indonesisch schrijver en journalist. Hij was tevens een van de nationalistische leiders en had zitting in de Volksraad (opgericht 1918). Hij was vicevoorzitter van de Sarekat Islam, en was een fervent voorstander van de onafhankelijkheid van Nederlands-Indië.
Abdul Muis wordt gezien als een belangrijk vrijheidsstrijder van Indonesië. In 1959 was hij de eerste persoon die werd geëerd met de titel Nationale held van Indonesië. Veel steden hebben een Jalan Abdul Muis (Abdul Muisweg). 
- CiNii: DA01859887
- Gemeinsame Normdatei: 1023957795
- International Standard Name Identifier: 0000 0000 8427 5677
- Library of Congress Control Number: n83311129
- Bibliotheek van het Japanse parlement: 00450750
- Nationale bibliotheek van Australië: 35765081
- Système universitaire de documentation: 103542418
- Trove: 1077131
- Virtual International Authority File: 13698700
- WorldCat: E39PBJhH6wWwmKCRCYvhmrw9jC